# Chris Evert
Christine Marie Evert, blot kendt som Chris Evert og i perioden 1979-87 som Chris Evert Lloyd (født 21. december 1954 i Fort Lauderdale, Florida) er en amerikansk tidligere professionel tennisspiller.
I 1970'erne og 1980'erne tilhørte Evert den absolutte verdenselite i kvindetennis. Hun var ranglistet som nr. 1 1975-1977 og 1980-1981, i alt 262 uger, hvilket bringer hende på en tredjeplads efter Steffi Graf og Martina Navratilova. Hun vandt i alt 157 singletitler, heraf 18 Grand Slam-turneringer: French Open 1974-75, 1979-80, 1983 og 1985-86, Wimbledon Championships 1974, 1976 og 1981, US Open 1975-78, 1980 og 1982 og Australian Open 1982 og 1984.
Efter US Open i 1989 afsluttede hun karrieren. Efterfølgende fungerede hun som idrætspolitisk rådgiver for præsident George H.W. Bush. Evert blev blev i 1995 optaget i International Tennis Hall of Fame.